# Ljudska univerza Nova Gorica
Ljudska univerza Nova Gorica je ljudska univerza s sedežem na Cankarjevi 8 (Nova Gorica); ustanovljena je bila 1991.